# Бургірхен-ан-дер-Альц
Бургірхен-ан-дер-Альц (нім. Burgkirchen an der Alz) — громада в Німеччині, розташована в землі Баварія. Підпорядковується адміністративному округу Верхня Баварія. Входить до складу району Альтеттінг.
Площа — 46,21 км2. Населення становить 10 594 ос. (станом на 31 грудня 2020).